# La influencia
La Influencia es una película dramática de 2007 dirigida por Pedro Aguilera en su debut como director. La cinta está protagonizada por Casilda Aguilera, Claudia Bertorelli, Jimena Jiménez y Romeo Manzanedo. También fue presentada en la sección de Quincena de realizadores del Festival Internacional de Cine de Cannes de 2007. Inicialmente, se tenía que estrenar el 24 de mayo de 2007 pero fue pospuesta por su estreno teatral el 20 de julio de 2007.

## Reparto
- Casilda Aguilera
- Claudia Bertorelli
- Jimena Jiménez
- Romeo Manzanedo
- Álvaro Moltó
- Paloma Morales
- Gustavo Prins